# Св. Миколаївська церква (Межирічка)
Св. Миколаївська церква та дзвіниця — пам'ятки архітектури національного значення у селі Межирічка на Коростенщині, на гранітному березі річки Уж.

## Історія
Церкву збудовано 1772 року, дзвіницю — у 19 столітті.

## Опис
Хрестова в плані, зі скороченими гілками, п'ятиверха. Центральний зруб перекритий восьмигранним шатром на великому восьмерику. Гілки хреста покрито пластичними шатрами, увінчаними цибулястими главками.
Особливість композиції — в домінуючих розмірах центрального квадратного зрубу з виступаючими кутами, навколо якого компактно скомпоновані в пірамідальний силует інші обсяги. В інтер'єрі внутрішній простір об'єднано навколо центрального об'єму.
Дзвіниця квадратна в плані, двоярусна. Дерев'яна, квадратна в плані, двоярусна («четверик на четверику»), завершена шатром, увінчаним маківкою. Нижній ярус — зруб, верхній — каркасний, ошальований. Розташована на захід від храму.

## Галерея

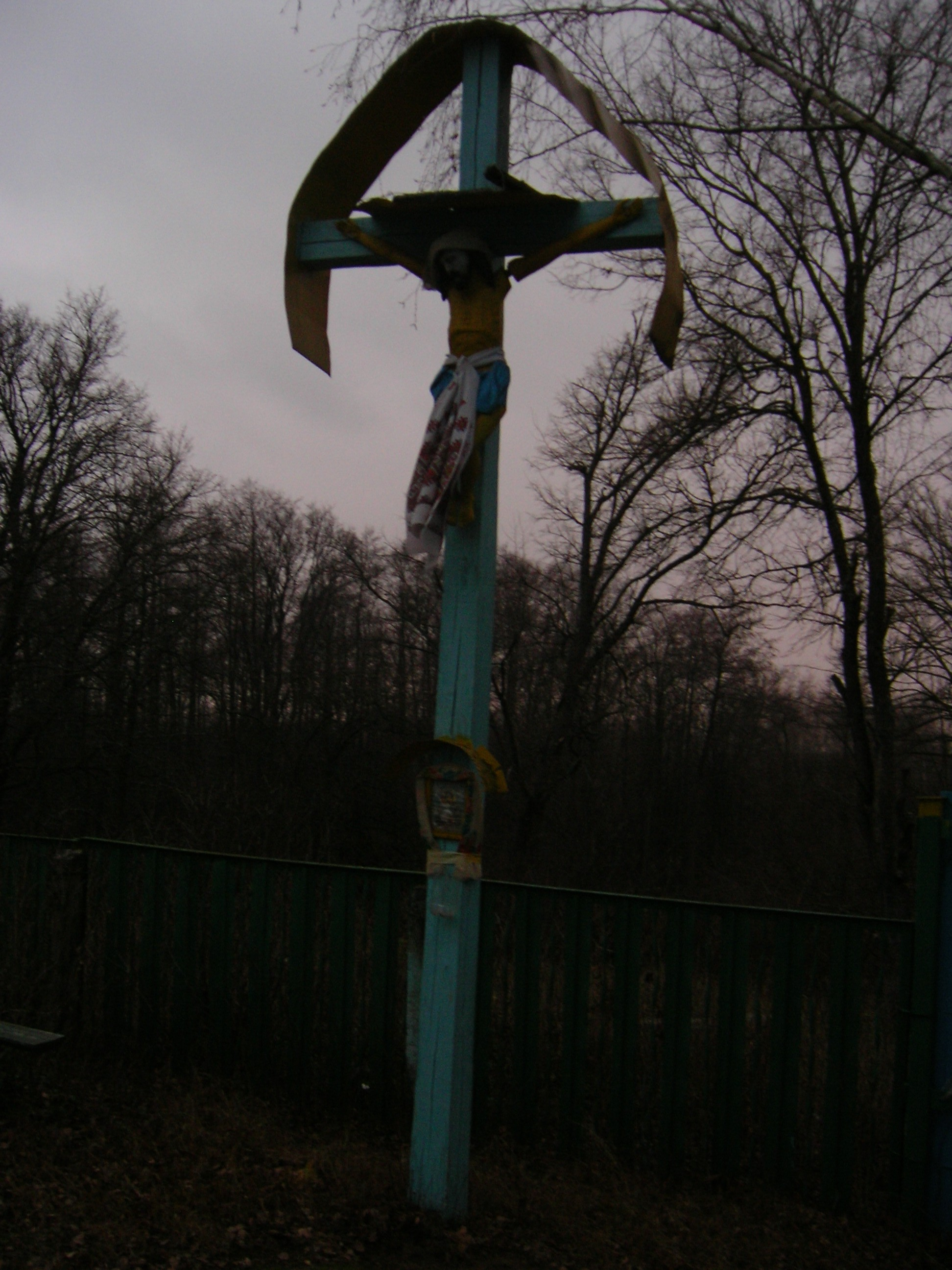
Хрест біля церкви
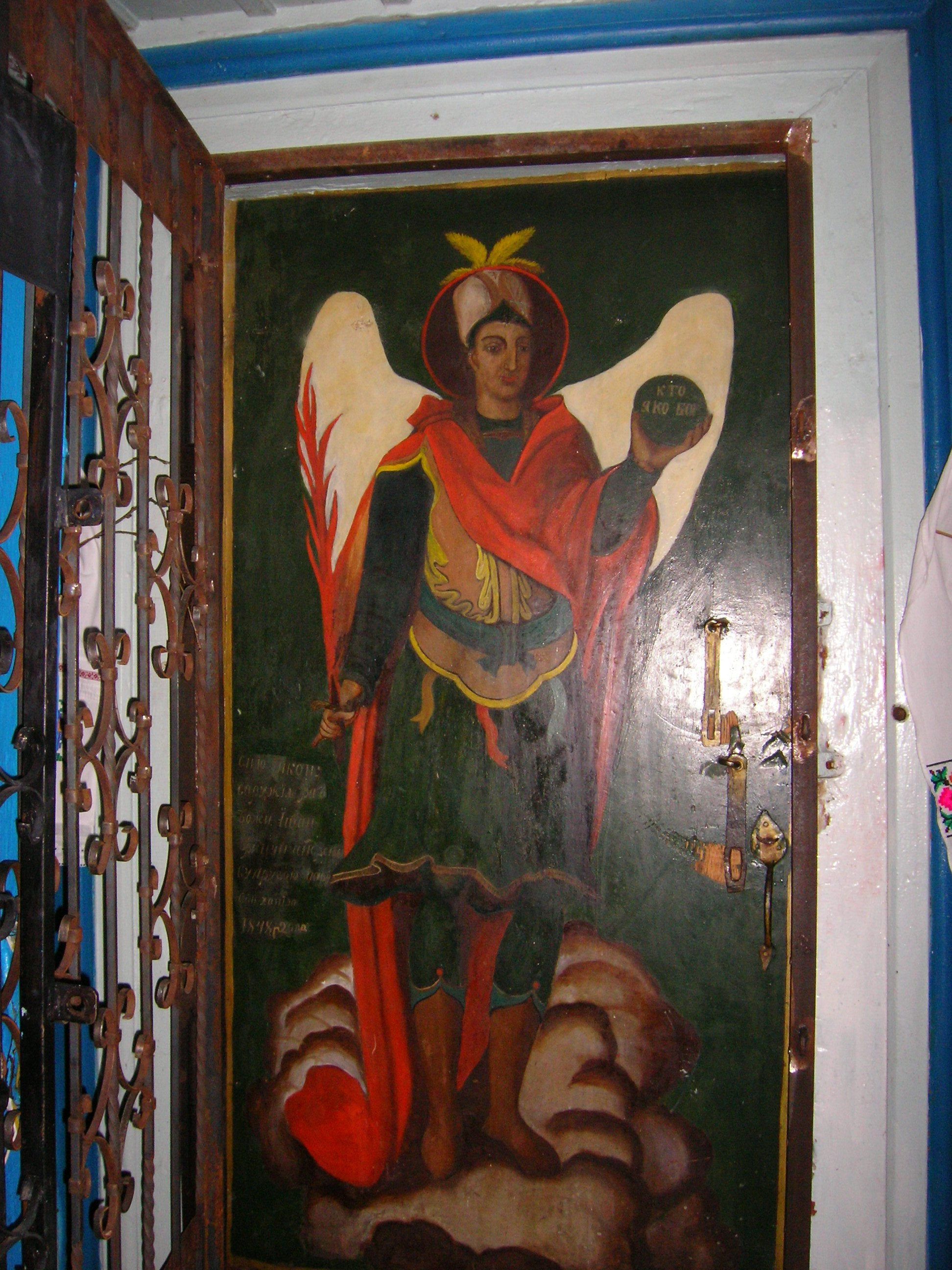
Двері храму
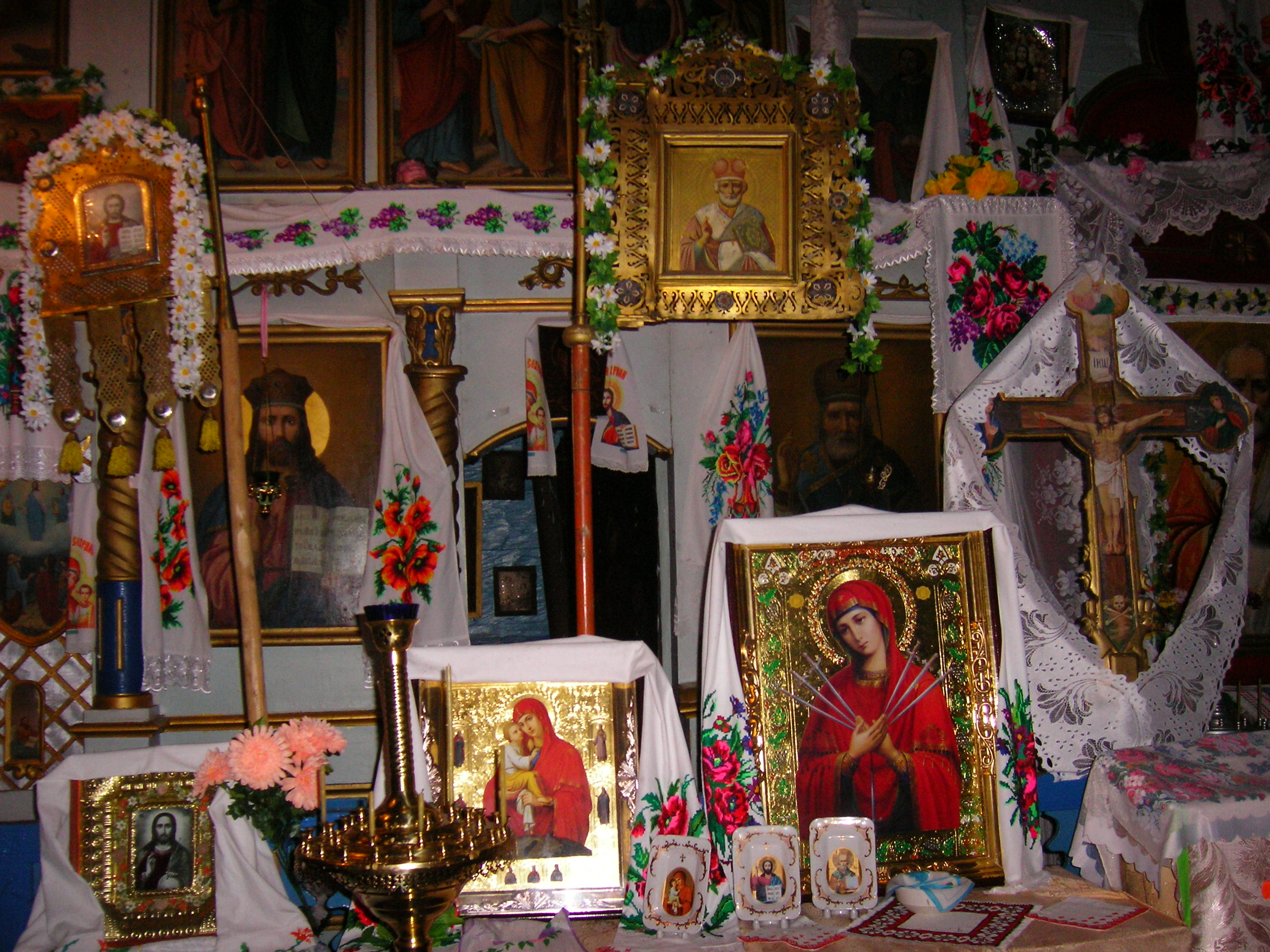
Іконостас
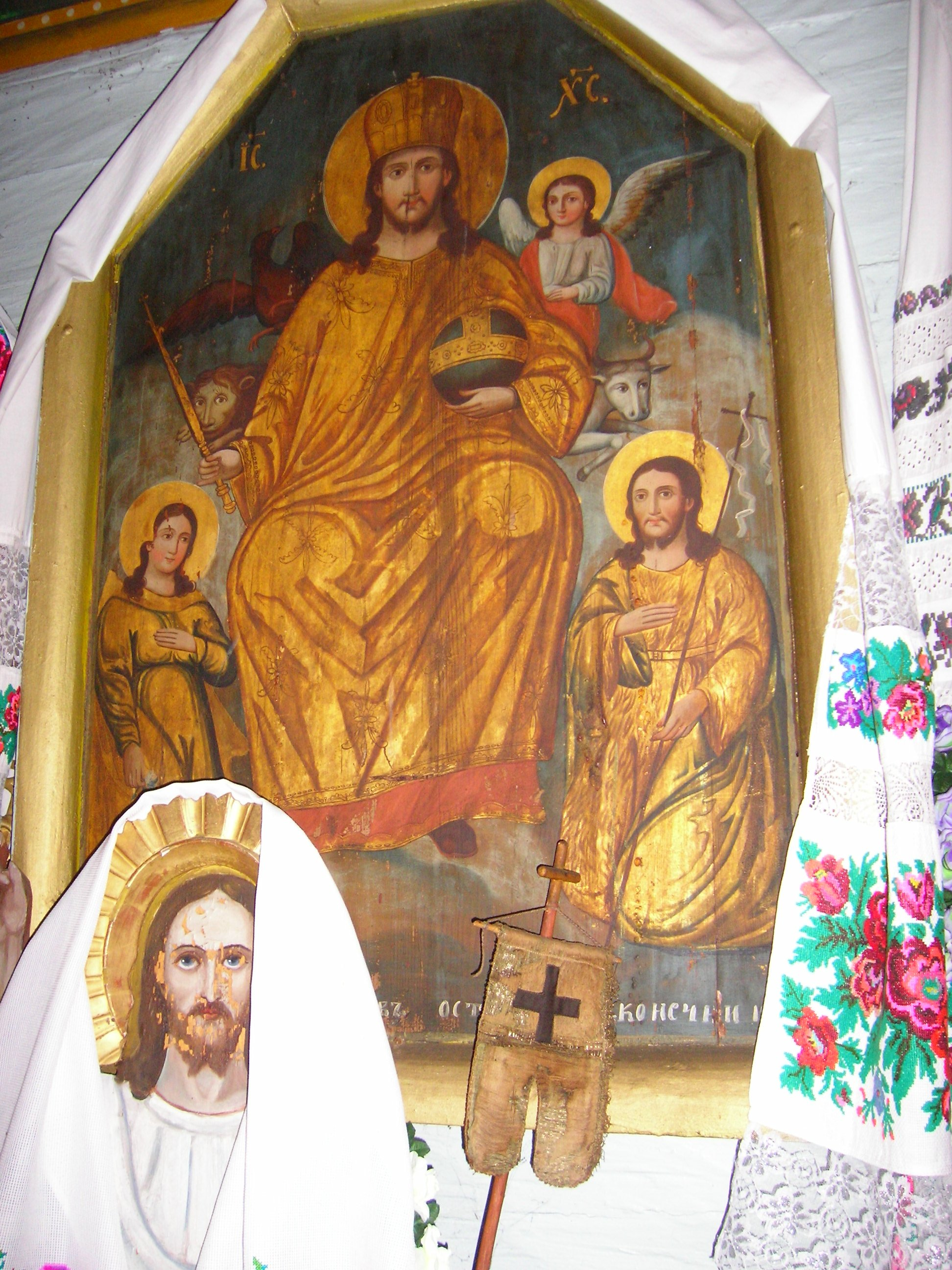
Ікона в іконостасі